# 黃泉
黃泉，出自中国古籍經典《左傳》中郑伯克段于鄢的故事，鄭莊公說待其死後將與母親在黃泉相見。後在漢字文化圈中用於指人死後所居住的地方。因打井至深時地下水呈黃色，又人死後埋於地下，故古人以地極深處黃泉地帶為人死後居住的地下世界，又稱九泉、九泉之下，指九層泉井極深處，逐漸形成後世陰曹地府的觀念。黃泉路，指人死時通往黃泉地府的路。日本《古事記》受漢文化影響，亦記載有陰間地府黃泉國。

## 道教九泉
一曰酆泉号令之狱，主摄天魔。
二曰重泉斩馘之狱，主摄不职典祠。
三曰黄泉追鬼之狱，主摄山魁精魅。
四曰寒泉毒害之狱，主摄江湖水怪。
五曰阴泉寒夜之狱，主摄血食邪神。
六曰幽泉煞伐之狱，主摄山林木客。
七曰下泉长夜之狱，主摄古墓伏尸。
八曰苦泉屠戮之狱，主摄师巫、逆鬼
九曰凕泉考焚之狱，主摄刑亡横死。

## 常見俗話、成語
- 「不到黃泉不相見」，又常說成「黃泉下相見」，即兩人死去了，到黃泉才相見。意思是在人間一輩子都不相見了。典故出自鄭伯克段的故事。鄭莊公因其母武姜作內應參與其弟弟共叔段之亂，背叛鄭國，遂流放其母於城潁，並發誓「不至黃泉，毋相見也。」幾年後，莊公思念母親，遂在大夫潁考叔建議下，運用雙關語的巧妙，「穿地至黃泉（鑽地道，直到看見黃色的地下水）」，在地道中見到母親。

- 「結髮同枕席，黃泉共為友。」

- 「碧落黃泉」，碧落，天上；黃泉，地下；合起來泛指宇宙的各個角落。出自唐朝大詩人白居易詩作《長恨歌》：「上窮碧落下黃泉，兩處茫茫皆不見。」

- 「黃泉不歸路」，本意指死路，到黃泉地府回不到人間的路。

- 「命喪黃泉。」

- 「黃泉路上無老少。」如：黃泉路上無老少，孤墳多是少年人。黃泉路上無老少，又何必斤斤計較！

- 「含恨九泉」，指抱恨而死，在黃泉地府也充滿怨恨。
  - 反義「含笑九泉」，死後在九泉之下滿含笑容，感到欣慰、高興。

- 「九泉之下，死不瞑目。」
  - 反義「九泉之下，也可瞑目。」或「九泉之下，可也瞑目。」出處：元朝關漢卿《竇娥冤》：「替你孩兒，盡養生送死之禮，我便九泉之下，可也瞑目。」

## 參閲
- 陰間
- 常世國
- 死后生命

## 外部連結
- 黄泉国巡り （页面存档备份，存于） （日語）
- 鄭家瑜 『古事記』における「黄泉国」の性格と役割PDF（1.0 MiB） - ウェイバックマシン（2016年3月4日アーカイブ分） （日語）